# エンリコ・ボンビエリ
エンリコ・ボンビエリ （Enrico Bombieri, 1940年11月26日 - ）は、イタリアの数学者。プリンストン高等研究所IBMフォン・ノイマン教授。専門は数論と解析学。（解析数論、代数幾何学、複素解析、偏微分方程式など。）
素数分布論で大きな貢献。その結果からボンビエリの大きな篩法を生み出した。多変数複素関数論、極小曲面における偏微分方程式論、高次元ベルンシュタイン問題の解決における貢献。単葉関数における局所ビーベルバッハ予想の解決。などにより1974年フィールズ賞を受賞。

## 略歴
- 1940年 - イタリアのミラノに生まれる。
- 1963年 - ミラノ大学でPh.D.を取得。
- 1966年 - ピサ大学教授に就任。
- 1974年 - ピサ高等師範学校教授に就任。
- 1977年 - プリンストン高等研究所教授に就任。
- 1984年 - 現職

## 受賞歴
- 1966年 - Caccioppoli Prize[1]
- 1974年 - フィールズ賞
- 1980年 - バルザン賞
- 2006年 - Pythagoras Prize[2]
- 2010年 - キング・ファイサル国際賞科学部門
- 2020年 - クラフォード賞